# Six Studies in English Folk Song
Six Studies in English Folk Song è un brano di musica da camera scritto dal compositore inglese Ralph Vaughan Williams nel 1926. È una raccolta di sei canzoni popolari inglesi per violoncello e pianoforte . Ogni brano segue lo stesso formato: presentazione della melodia nella linea solista, seguita da una iterazione completa della canzone folk al pianoforte con una linea solista ornata.
Originariamente scritto per la violoncellista May Mukle e il pianoforte, R.Vaughan Williams ha scritto che, il suo scopo nel comporre le canzoni era che fossero "trattate con amore".  È stato trascritto dal compositore e altri per violino, viola, corno inglese, clarinetto, fagotto, sax alto e tuba.
Non allontanandosi mai dalle sue radici inglesi, Vaughan Williams ha cercato di intrecciare organicamente elementi della sua musica nativa in tutte le sue composizioni, piuttosto che imitarla. Uno dei primi ricercatori in etnomusicologia, ha viaggiato nelle campagne britanniche registrando e trascrivendo musica folk direttamente dalla sua fonte.